# Rudolf Häsler
Rudolf Häsler (Interlaken, Cantón de Berna, 29 de julio de 1927 - San Cugat del Vallés, 16 de enero de 1999) fue un pintor suizo. 
Es considerado uno de los precursores del nuevo realismo y de su vertiente hiperrealista.

## Biografía
Häsler nació en localidad suiza de Interlaken en 1927, donde su padre trabajaba como conductor de autobús. Posteriormente se trasladó con su familia a Berna, donde Rudolf estudió Magisterio. En 1947, al terminar la carrera, empezó a trabajar como maestro en las comunas de Boningen y Balsthal. Renunció a su puesto en 1952 y se marchó al Sahara argelino para dedicarse a pintar. Después de Argelia, vivió unos años entre Sevilla y Granada. En esta última ciudad, conoció a la que sería su esposa, María Dolores Soler.
Después de una breve estancia en Nueva York, viajó en 1957 a Cuba, donde contrajo matrimonio y donde residió hasta 1969. Allí, con el triunfo de la revolución, fue nombrado director nacional de Artesanía. En la isla, se mostró como un artista polifacético, llegando a tocar la viola en la Orquesta Sinfónica de Santiago de Cuba.
Tras ser defenestrado y sometido a juicio por el régimen castrista, en 1969 logró salir del país con su familia y se trasladó a España, fijando su residencia en la localidad catalana de San Cugat del Valles y allí desarrolló esencialmente su faceta como artista hiperrealista. Desde entonces, viajó por muchos países y residió temporalmente varias veces en distintas localidades argelinas. Murió en San Cugat del Valles en 1999, víctima de un infarto agudo de miocardio, sus restos reposan en el cementerio de la localidad.

## Obra
Durante su etapa en Cuba desarrolló un Cubismo muy colorista y fauvista, también pintó murales como el del Palacio de Comunicaciones de La Habana. En España, evolucionó a un estilo hiperrealista en un periodo en el que las tendencias más predominante eran abstractas y tuvo que luchar contra las corrientes imperantes. Desde que fijó su residencia en España, realizó varias exposiciones en Barcelona, en 1982 en el palacio de la Virreina, en 1989 en la capilla de Santa Águeda y en 1998 en el Palau Güell.